# 埃斯波堡
埃斯波堡（法語：Espaubourg，法語發音：[ɛspobuʁ]）是法国瓦兹省的一个市镇，位于该省西部，属于博韦区。该市镇总面积5.99平方公里，2009年时的人口为433人。

## 人口
埃斯波堡人口变化图示